# Hydrocharitaceae
Hydrocharitaceae је назив фамилије водених монокотиледоних скривеносеменица из реда Alismatales. Фамилија обухвата широко распрострањене слатководне и маринске, једногодишње или вишегодишње биљке. Поседују пузећи моноподијални ризом и листове распоређене у два вертикална низа, или усправно стабло са кореновима и спирално распоређеним листовима. Опрашивање цветова је најчешће високоспецијализовано. Плод је чаура или бобица.

## Употреба
Поједине врсте су популарне као украсне биљке, и временом су заслужиле епитети коровских (попут водене куге, Elodea).

## Класификација фамилије[1][5]
Поједини аутори деле фамилију на три потфамилије (Hydrocharitoideae, Thalassoideae и Halophiloideae), док је филогенетским приступом фамилија подељена на четири потфамилије. Фамилија обухвата 18 родова са око 116 врста.
потфамилија -{Hydrocharitoideae Eaton
Hydrocharis
Limnobium}-
потфамилија -{Stratiotoideae Luersson
Stratiotes}-
потфамилија -{Anacharidoideae Thomé
Apalanthe
Blyxa
Egeria
Elodea
Lagarosiphon
Maidenia
Ottelia}-
потфамилија -{Hydrilloideae Luersson
Appertiella
Enhalus
Halophila
Hydrilla
Najas
Nechamandra
Thalassia
Vallisneria}-